# バウナハ
バウナハ (ドイツ語: Baunach、ドイツ語発音: [ˈba‿unax]) は、ドイツ連邦共和国バイエルン州オーバーフランケン行政管区のバンベルク郡に属す郡所属市で、バウナハ行政共同体の本部所在地。1972年の市町村再編まで、バウナハはウンターフランケンのエーベルン郡に属していた。
バウナハは、バウナハ川、ラウター川、マイン川の3つの川に面しているため、自ら「3つの川の街」と称している。この3つの川は、市の紋章にも描かれており、紋章ではその上に金のカワカマスがデザインされている。この街は2002年に1200年祭を祝った。
バウナハ (Baunach)の名前は、"bunahu"（インド・ゲルマン語のbhu は「水嵩が増す」の意）に由来し、直訳すると「水嵩の増した川」となる。

## 地理

### 自治体の構成
本市は、公式には8つの地区 (Ort) からなる。このうち孤立農場などを除く集落を以下に列記する。
- バウナハ
- ダッシェンドルフ
- ドルゲンドルフ
- ゴーデルドルフ
- プリーゲンドルフ
- レッケンノイジヒ

## 歴史
皇帝ルートヴィヒ4世は、1328年にバウナハに都市権を授けた。この街は世俗化まではオーバーフォクトアムトとしてバンベルク司教本部領に属した。1803年の帝国代表者会議主要決議によりバイエルン領となった。

### 人口推移
この地域の人口は、1970年：2,914人、1987年：3,174人、2000年：3,807人であった。

## 行政
市長は、トビーアス・ロッペルト (CBB) である。

### 紋章
1447年7月15日にバンベルク司教アントン・フォン・ローテンハンが市場町であったバウナハの印章と旗を定めた。彼は市の紋章の図案（色はまだ指定されていなかった）を定めた。
3つの川は、バウナハ川、ラウター川、マイン川である。カワカマスは、市の漁業権を象徴している。司教領主フィリップ・フォン・ゲプザッテル (1599 - 1609)が、背景を赤、川を銀、カワカマスを金色にと彩色を定めた。

## レクリエーションおよびスポーツ施設
- サッカー競技場
- 屋内プール
- スケート場

## 文化と見所

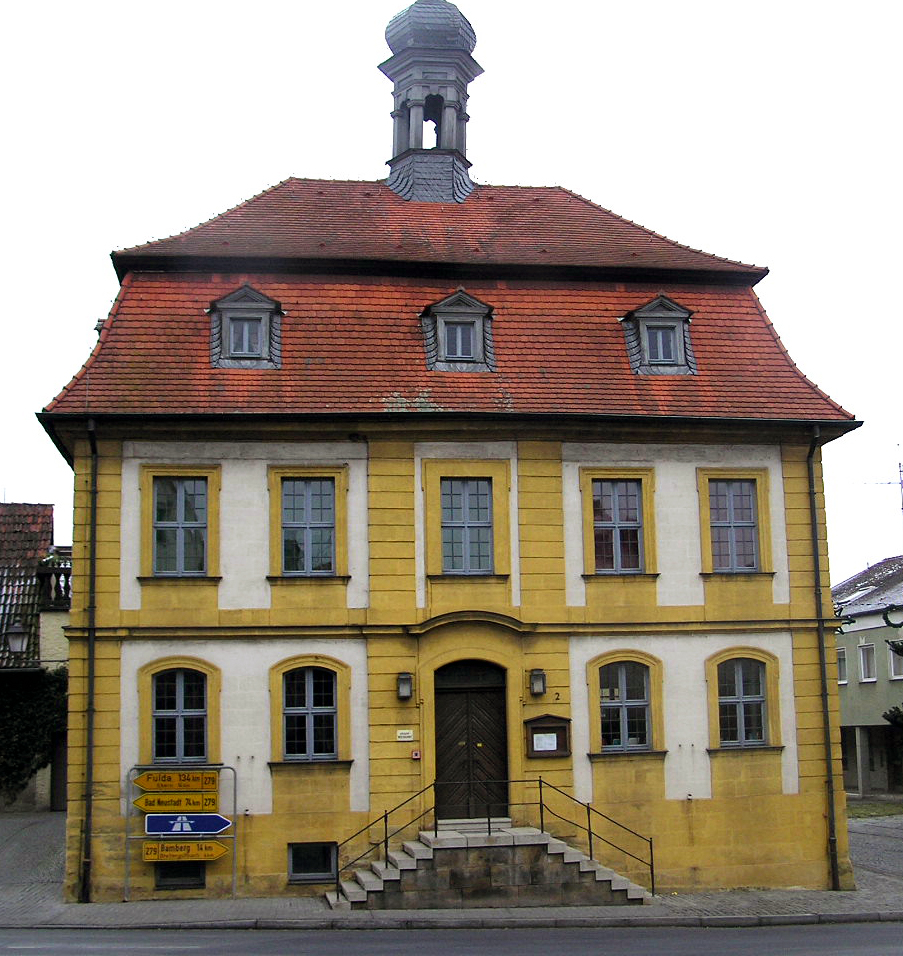
旧市役所（郷土博物館）

### 博物館
旧市役所のバウナハ郷土博物館は、前史時代あるいは古代の遺物、市や教会の歴史、組織活動、農業や昔の手工芸の道具、市民や農民の生活用具が展示されている。かつての会議場には、画家マックス・シュネスの大規模な作品が展示されている。

### 建造物

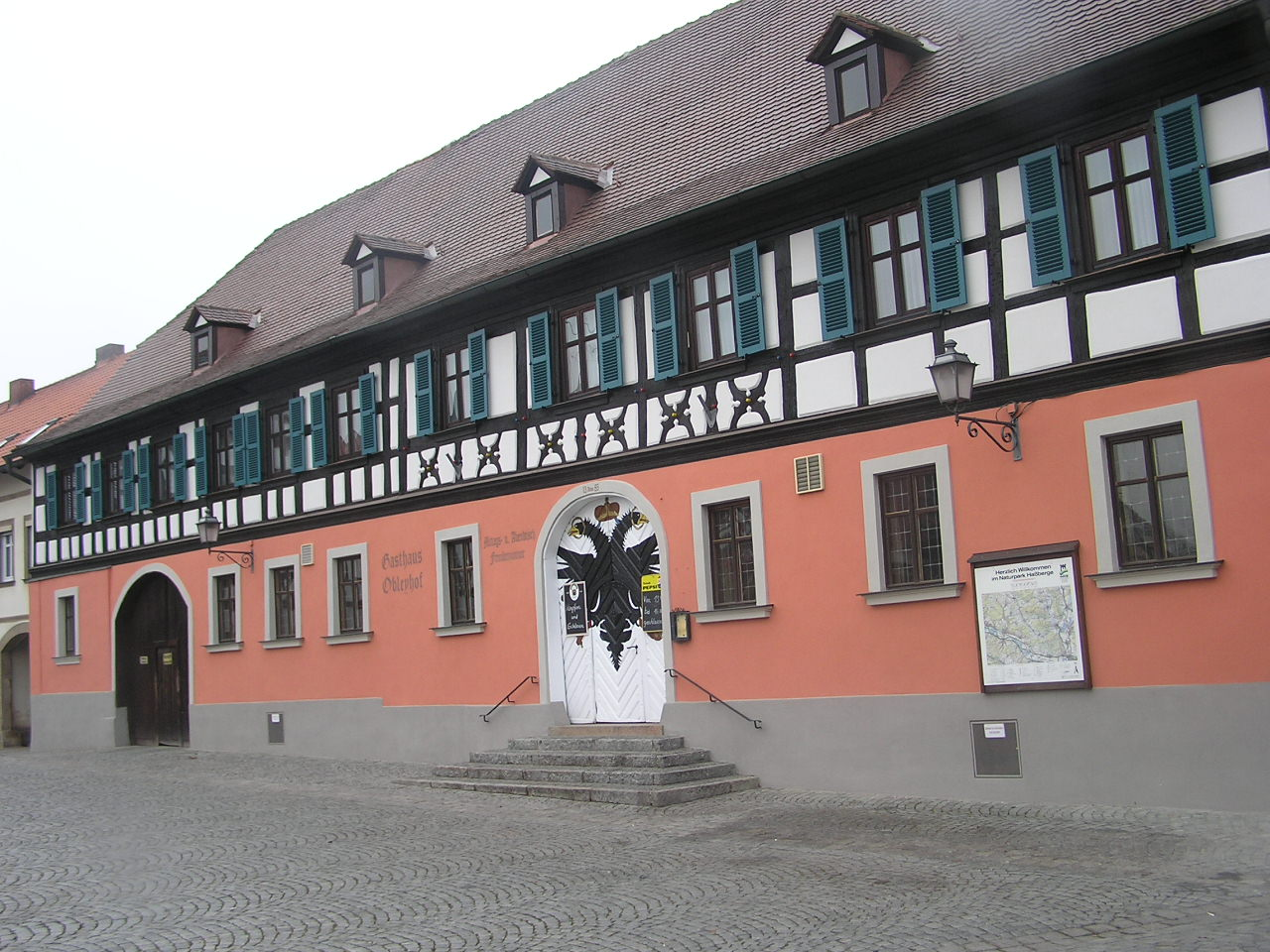
オブレイホーフ

- オブレイホーフをはじめとする歴史的な木組み建築をもつマルクト広場。オブレイホーフは、1385年の文献に初めて登場するバンベルク司教座教会参事会所有の建物である。参事会員ごとにObley（副賞）としてHof（宮殿）を有していた。

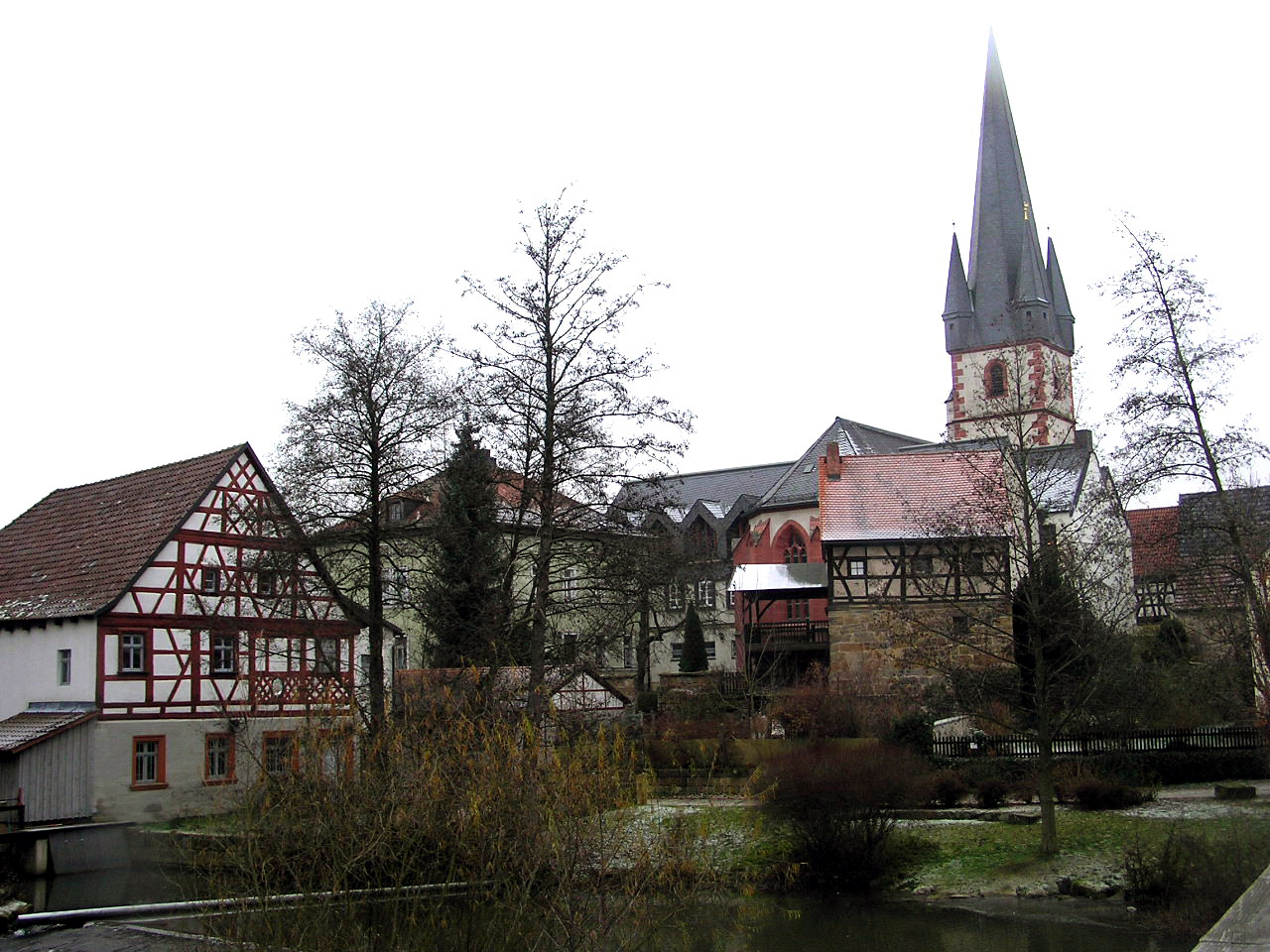
教区教会とシュレプファースミューレ

- 1244年建造の塔と1460年建造の合唱隊席をもつ聖オズヴァルト教区教会。この教会の傍らには3階建ての納骨堂がある。
- フリートホーフに面した後期ゴシック様式のマグダレーネ礼拝堂（1430年頃に建設され、1473年に拡張された）。内部に1693年建造の大祭壇を持つ。
- 十分の一税倉庫: 現物納入された税（十分の一税）を保管した倉庫
- シェッヒャー礼拝堂: 1520年に作られた木製の十字架をもつ小さな礼拝堂。この礼拝堂はかつての刑場へ向かう道の途中にある。（シェッヒャー (Der Schächer)は、キリストともに十字架に掛けられた盗賊を指す）
- 旧市役所、シャデック城と呼ばれる。1742年から1746年に建築家ユストゥス・ディーンツェンホーファーによって建造された。現在は郷土博物館に使用されている。
- 聖母の嘆きの像を持つ1720年頃の市壁の遺構。
- 司教領主マルクヴァルト・ゼバスティアンが着工し、ロタール・フォン・シェーンボルンが完成させた、後期バロック様式の司教領主の城館、狩りの城とも言われる。
- 2人の人物が刻まれたオーク材の門『木の人』。元々は、1710年から1803年に裁判所として用いられていた旧カステンホーフに向かい合って配置されていた。

### 年中行事
教会祭、アルトシュタットフェスト（旧市街祭）、マクダレーネの市、クリスマスの市

## 引用
1. ↑  https://www.statistikdaten.bayern.de/genesis/online?operation=result&code=12411-003r&leerzeilen=false&language=de Genesis-Online-Datenbank des Bayerischen Landesamtes für Statistik Tabelle 12411-003r Fortschreibung des Bevölkerungsstandes: Gemeinden, Stichtag (Einwohnerzahlen auf Grundlage des Zensus 2011)
2. ↑  Max Mangold, ed (2005). Duden, Aussprachewörterbuch (6 ed.). Dudenverl. p. 190. ISBN 978-3-411-04066-7
3. ↑  Bayerische Landesbibliothek Online